# Hegyi szil
A hegyi szil (Ulmus glabra) a szilfafélék (Ulmaceae) családjának szil (Ulmus) nemzetségébe tartozó, tojásdad vagy terebélyes koronájú, lombhullató fa. Régebbi szakmunkákban U. scabra és U. montana néven is szerepel. A szilfavészre különösen érzékeny, természetes állományai a kihalás szélére kerültek.

## Elterjedése, élőhelye

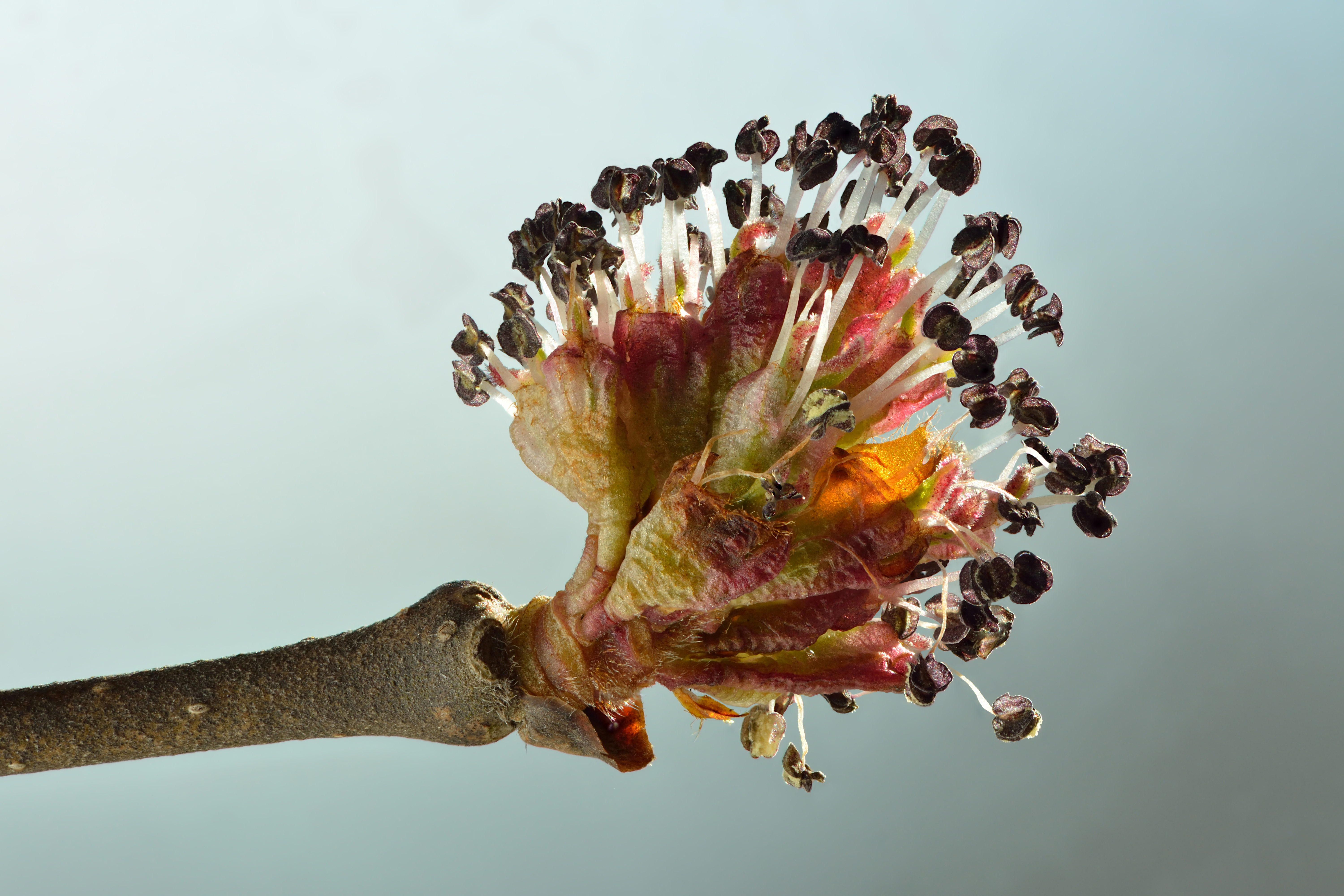
Virágai

Tipikus európai faj, amely kontinensünkön annak északi és déli peremvidéke kivételével mindenütt megtalálható. A hegyvidéki erdőkből időnként lehúzódik a nedves talajú ártéri ligeterdőkbe is. A legészakabbra (a 67. szélességi fokig) Norvégia Északi-tengeri partvidékén hatol fel; Nyugat-Európában az atlanti partvidékre már nem ereszkedik le.
A Kárpát-medencében többnyire a 430–1050 m magasságtartományban nő. A legmagasabbra a medence déli peremén, a Godján-Szarkó-hegységben hatol: itt az északkeletnek folyó Suku völgyében egészen 1460 m-ig fölkapaszkodik. Hazánkban a bükkösökön kívül a szurdokerdők és a patak menti égerligetek jellemző fája. Az Alföld peremén a keményfaligetekben ver tanyát, így ezekben mindhárom magyarországi szilfaj előfordul. A folyók mentén a cseres–kocsánytalan tölgyesekben és az erdős sztyeppen is megél.

## Megjelenése, felépítése
Közepes termetű fa, amely többnyire nem nő 25 m-nél magasabbra, de esetenként akár a 40 m-t is elérheti. Törzsén és körülötte nem fejleszt sarjhajtásokat, illetve gyökérsarjakat. Törzse már igen alacsonyan több, gyakran csavarodott sudárra ágazik szét. Kérge kezdetben sima, később mély hosszanti és sekélyebb keresztbarázdák tagolják. A fiatal hajtásokon és a kéreg árkainak mélyén a friss héjkéreg vörösbarna színű, később sötétszürkévé, sötétbarnává válik. A kéregcserepek felső rétegei idősebb korban lehámlanak. A fiatal hajtások szőrösek.
Vesszői rugalmasak. Feltörő ágai ívesen lehajlanak, végük gyakran a földig ér.
A többi szil fajtól leginkább nagy, rövid nyelű, érdes tapintású, kifejletten bőrnemű levelei alapján különböztethetjük meg. A szilekre jellemzően részaránytalan, váltakozva álló levelek 5–16 cm hosszúak és néha ugyanilyen szélesre is kikerekedhetnek. Alakjuk jellemzően fordított tojás: a csúcs felőli harmadon a legszélesebbek. A hajtások végén nagyra nőnek, beljebb kisebbek. A levelek között elvétve háromcsúcsúak is vannak (a levél felső részén a csúcs mellett kétoldalt két hegyes karéj-kezdeménnyel). A levél széle egyenetlenül, kétszeresen (a levél alapja felé egyszerűen) fűrészes; fogai előre hajlanak, a dupla fog sarlószerűen görbült. A levélnyél rövid (mindössze 3–6 mm). A levél két fele nem egyformán fut le a nyélre; azt az egyik fél gyakran eltakarja. A levél színe matt sötétzöld, fonáka világosabb. A vastagabb erek mentén finom fehér szőrzet nő. Oldalanként 13–20, villásan elágazó mellékere fejlődik ki.
Feketésbarna, kúp alakú rügyein rozsdabarna szőrzet nő. Apró, csökevényes virágtakarójú, általában kétivarú, esetenként csak porzós, a portokoktól borvörös–rozsdaszínű virágai gömbölyű csomókban nyílnak. A forrt leplű virág 5-6 tagú; a porzók száma megegyezik a lepelfogakéval. A porzószálak jóval túlnyúlnak a leplen. A kétkaréjú bibe élénkpiros. A virág csúcsán rozsdabarna szőrök nőnek. Leple tölcséres, ötkaréjú, a szélén fehéren pillás. Kocsánykái igen rövidek: legfeljebb 2 mm hosszúak.
Termése hártyás karimájú, kerekded vagy visszás tojás alakú lependék, amiben a mag nem a középen, hanem a csúcs közelében ül. Az érett termés 1,5–2,5 cm hosszú, kocsánya alig egy milliméteres. A makk a termés közepén ül.

## Életmódja
Szereti a hűvös, nedves éghajlatot, ahol tápdús, üde talajban szépen fejlődik. Észak- és Kelet-Európában elsősorban a síkságokon nő; Közép-Európában és a Balkánon viszont (amint ezt magyar neve is mutatja) a hegyvidékeket kedveli, ahol a bükkösök jellemző elegyfája.
Kimondottan hosszú életű; ötszáz évnél idősebb egyedei sem ritkák. Hazánk legismertebb hegyi szilje a Veszprém vármegyei Ráktanyán áll; törzsének kerülete 480 cm, magassága 18 m.
Virágai olykor már februárban nyílnak, és lombfakadás idejére a termés csaknem be is érik. Termése sokáig zöld marad, majd május első felében beérik és lehull. A lependékek szárnyai a késői lombosodásig fotoszintetizálnak. A szárnyas lependéket messzire elhordja a szél.

## Felhasználása
Fája értékes; Nyugat-Európában díszfának is szívesen ültetik.
A magyar erdészek 1999-ben az év fájává választották.

## Változatai

### Természetes változatok
A többi szilfajhoz hasonlóan a hegyi szilnek is számos változatát különböztetik meg. Hazánkban a legjellemzőbbek:
- U. glabra var. glabra (törzsváltozat);
- U. glabra var. pannonica (mirigyes levélfonákkal, levélnyéllel és fiatal hajtásokkal).

### Kertészeti változatok
- Ulmus glabra 'Camperdownii',
- Ulmus glabra 'Exoniensis'
- Ulmus glabra 'Lutescens'
- Ulmus glabra 'Pendula'

### Hibridek
A mezei szil és a hegyi szil természetes hibridje a holland szil (U. x hollandica). A Remete-szurdok nyugati részén található egy holland szil példány, amely Magyarország egyetlen, vadon élő holland szilje.